# Lutimar Paes
Lutimar Paes, född 12 december 1988, är en friidrottare från Brasilien. Han deltog vid olympiska sommarspelen 2016.